# Mecynopus semivitreus
Mecynopus semivitreus là một loài bọ cánh cứng trong họ Cerambycidae.